# Symbrenthia niasica
Symbrenthia niasica är en fjärilsart som beskrevs av Moore 1899. Symbrenthia niasica ingår i släktet Symbrenthia och familjen praktfjärilar. Inga underarter finns listade i Catalogue of Life.